# آصف مالیکوف
آصف مالیکوف (انگلیسی: Asif Malikov؛ زادهٔ ۱۳ آوریل ۱۹۷۱) وزنه‌بردار اهل جمهوری آذربایجان بود.